# Marseille contrat
Pour plus de détails, voir Fiche technique et Distribution.
Marseille Contrat (The Marseille Contract) est un film franco-britannique réalisé par Robert Parrish, sorti en 1974.

## Synopsis
Posté en France, l'agent des narcotiques Steve Ventura, lassé de l'impunité dont bénéficie le parrain de la drogue marseillais Jacques Brizard, décide de l'éliminer en engageant le tueur à gages John Deray pour un contrat de 50 000 $.

## Fiche technique
- Titre français : Marseille Contrat
- Autre titre : À quoi servent les amis
- Titre original : The Marseille Contract
- Réalisation : Robert Parrish, assisté d'Henri Helman
- Scénario : Judd Bernard
- Musique : Roy Budd
- Photographie : Douglas Slocombe
- Montage : Will Kemplen
- Coordinateur des combats et des cascades : Claude Carliez et son équipe
- Production : Judd Bernard
- Société de production : Kettledrum Films, PECF
- Société de distribution : Columbia-Warner Distributors
- Pays de production :  France,  Royaume-Uni
- Langue : anglais
- Format : couleur — 35 mm — 1,85:1 — Son : Mono
- Genre : policier
- Budget : 2 000 000 $
- Durée : 91 minutes
- Dates de sortie : 
  - France : 4 septembre 1974
  - Royaume-Uni : 3 octobre 1974

## Distribution
- Michael Caine (VF : Dominique Paturel) : John Deray
- Anthony Quinn (VF : Henry Djanik) : Steve Ventura
- James Mason (VF : Roland Ménard) : Jacques Brizard
- Maureen Kerwin : Lucienne
- Marcel Bozzuffi (VF : lui-même) : Calmet
- Catherine Rouvel : la maîtresse de Brizard
- Maurice Ronet : Briac
- Alexandra Stewart : Rita
- André Oumansky : Marsac
- Patrick Floersheim (VF : lui-même) : Kovakian
- Pierre Salinger (VF : René Arrieu) : Williams
- Hella Petri : la comtesse
- Vernon Dobtcheff : Lazare
- Jerry Brouer : Kurt
- Georges Lycan : Henri
- Jean Bouchaud : Rouget
- Georges Beller : Minieri
- Robert Rondo : Matthews
- Gib Grossac : Fournier
- Jean-Louis Fortuit : Fortuit
- Pierre Koulak : Wilson
- Brookes Poole : Kevin
- Barbara Sommers : Sally
- Martine Kelly (VF : Béatrice Delfe) : Janet
- Ed Marcus : Fargas
- Charles Millot : Le valet
- Alan Rossett : Le joueur de cartes n°1
- Billy Kearns (VF : Raoul Delfosse) : Le joueur de cartes n°2
- James Jones : Le joueur de cartes n°3
- Gene Moskowitz : Le joueur de poker n°4

## Box-office
Le film, malgré un budget confortable, fut un énorme échec en salle[réf. souhaitée].

## Autour du film
- Pendant le tournage du film, les acteurs Anthony Quinn, Michael Caine et Maurice Ronet se sont restaurés dans un célèbre restaurant/pizzeria du vieux Marseille, « Chez Étienne », situé dans le quartier historique du Panier à la Rue du Petit-Puits. On peut y voir, parmi les nombreuses photos accrochées aux murs du restaurant, plusieurs photos (3) où les acteurs sont assis à une table et mangent en compagnie d'autres personnes et Étienne, le patron. Cela a été confirmé par le maître des lieux actuel, le fils du patron du restaurant).